# Atletika na Letních olympijských hrách 1996 – desetiboj muži
Desetiboj na LOH 1996 v Atlantě (31. července – 1. srpna 1996) patří k nejkvalitnějším v historii, protože celkem 22 atletů se dostalo přes magickou hranici 8000 bodů. Vítězem se stal americký favorit a tehdejší 30letý světový rekordman Dan O'Brien, který celkově získal 8824 bodů a zvítězil před nováčkem, teprve 21letým Němcem Frankem Busemannem o 118 bodů (osobní rekord 8706 bodů). Bronzovou medaili získal až v závěrečném běhu tehdy 24letý Čech Tomáš Dvořák, který se o rok později měl stát poprvé mistrem světa. Dvořák vytvořil tehdejší český rekord 8664 bodů a překonal tak dosavadní národní rekord Roberta Změlíka (8627 bodů). Změlík v Atlantě také soutěžil a obhajoval tak vlastně svůj olympijský titul z Barcelony 1992. Nakonec získal solidních 8422 bodů a ve vysoce kvalitním poli obsadil cenné sedmé místo. Celkově 16. pak skončil poslední Čech v soutěži, Kamil Damašek (8229 bodů).

## Průběh desetiboje
O'Brien si zajistil zlato konzistentními výkony ve většině disciplín. Stovku zahájil rychlým časem 10,50 s, následovala na jeho poměry slabší dálka (757 cm) a solidní koule (15,66 m). Po té už vedení nepustil a pokračoval velmi dobrou výškou (207 cm) a rychlou čtyřstovkou (46,82 s). Druhý den jistil rovněž rychlým časem na 110 m překážek (13,87 s), dalekým hodem v disku (48,78 m), solidní tyčí (500 cm) a osobním rekordem v oštěpu (66,90 m). Závěrečnou patnáctistovku už běžel s velkým náskokem na zlato a doběhl v průměrném, ale plně postačujícím čase 4:45,89 min. Busemann zaujal především skvělou dálkou 807 cm a hlavně během na 110 m př., kde vytvořil tehdejší desetibojařský světový rekord časem 13,47 s. Dvořák byl rychlý na stovce (10,64 s), 110 m př. (13,79 s) a vyhrál soutěž v oštěpu (70,16 m). Robert Změlík si v soutěži vedl skvěle druhý den, kdy skočil o tyči 540 cm a vytvořil si osobní rekord v oštěpu (67,20 m).
Desetiboj v Atlantě dokončilo celkem 31 atletů, naopak 9 jej nedokončilo. Celkem šest desetibojařů se dostalo v součtu nad 8500 bodů, deset nad 8300 bodů a devatenáct překonalo hranici 8100 bodů.